# Yhonathan Barrios
Yhonathan Barrios Blanco (né le 1er décembre 1991 à Carthagène des Indes, Bolívar, Colombie) est un lanceur de relève droitier des Brewers de Milwaukee de la Ligue majeure de baseball.

## Carrière
Yhonathan Barrios signe son premier contrat professionnel le 5 juillet 2008 avec les Pirates de Pittsburgh. Il amorce sa carrière professionnelle en ligues mineures en 2013 avec un club affilié aux Pirates. En 2014, les lancers de Barrios étaient fréquemment chronométrés à plus de 160 km/h. Barrios, qui en est à sa 3e saison en ligues mineures dans l'organisation des Pirates, est échangé aux Brewers de Milwaukee le 23 juillet 2015 contre le vétéran joueur de troisième but Aramis Ramírez.
Yhonathan Barrios, lanceur de relève, fait ses débuts dans le baseball majeur pour Milwaukee le 24 septembre 2015 face aux Cardinals de Saint-Louis.